# Wolfgang Wetzel (Statistiker)

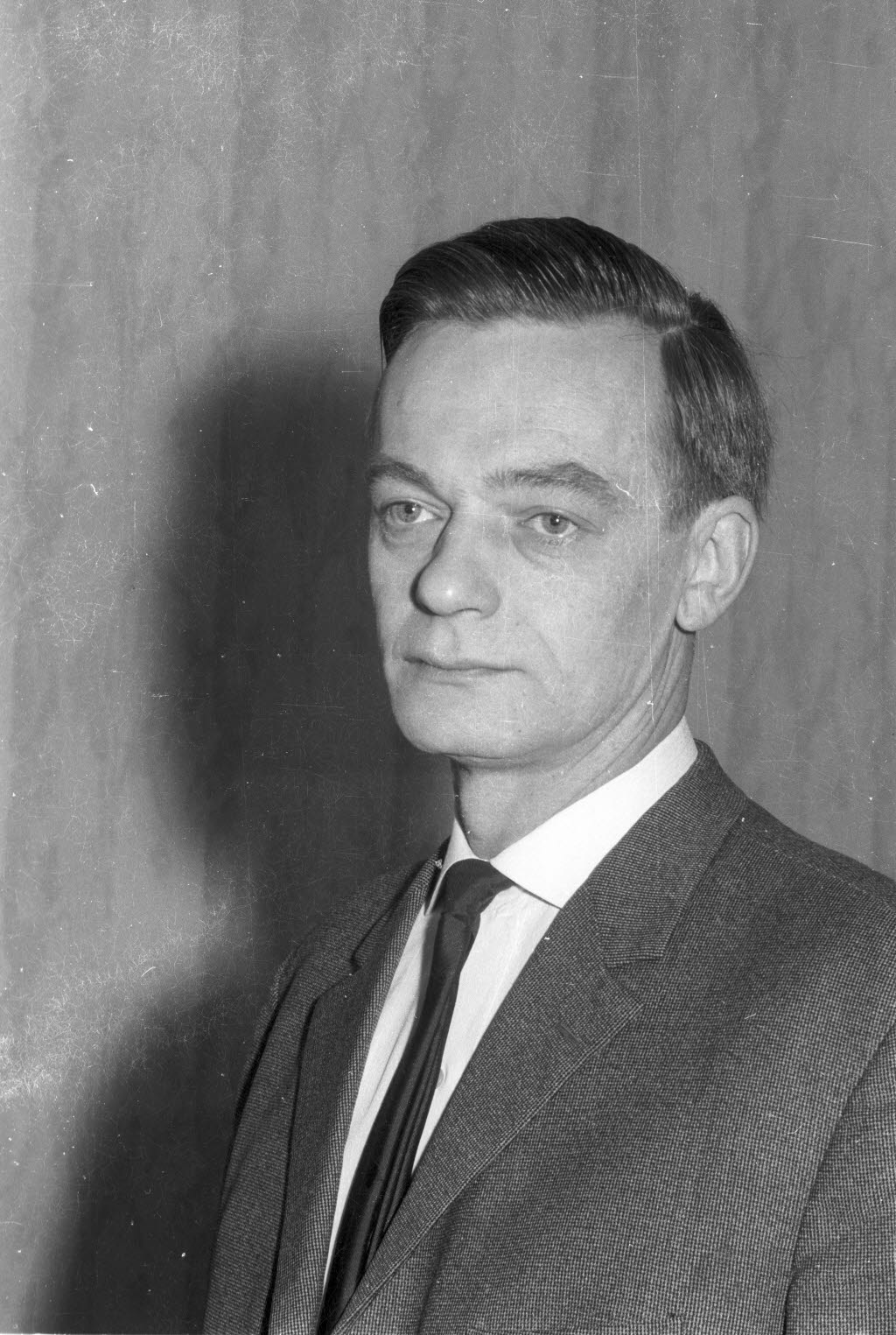
Wolfgang Wetzel (Januar 1965)

Wolfgang Wetzel (* 12. Oktober 1921 in Altenburg/Thüringen; † 22. Oktober 2004 in Kiel) war ein deutscher Statistiker.

## Leben
Nach der Reifeprüfung im Jahr 1940 in Greiz/Thüringen begann er in Leipzig ein Studium der Betriebswirtschaftslehre, das in den Jahren 1941 bis 1945 durch den Kriegsdienst unterbrochen wurde. Nach Kriegsende schloss er in Greiz eine Ausbildung zum Textilingenieur ab. Er studierte ab 1948 an der Freien Universität in Berlin Betriebswirtschaftslehre, promovierte 1953 zum Dr. rer. pol und erhielt 1958 die Venia Legendi für das Fach Statistik. 1960 nahm er den Ruf auf den Lehrstuhl für Statistik an der Universität Kiel an. Im Jahr 1965 wechselte er auf einen Lehrstuhl für Statistik an der Freien Universität Berlin. 1971 kehrte er an die Universität Kiel auf einen Lehrstuhl für Statistik und Ökonometrie zurück, wo er 1987 emeritiert wurde.
Wolfgang Wetzel war von 1972 bis 1976 Vorsitzender der  Deutschen Statistischen Gesellschaft. 1978 wurde ihm die Ehrenmitgliedschaft der Deutschen Statistischen Gesellschaft verliehen. Am 18. Februar 2011 hat der Vorstand der Deutschen Statistischen Gesellschaft beschlossen, jährlich einen Wolfgang-Wetzel-Preis zur Förderung herausragender Nachwuchswissenschaftler zu vergeben.
1994 wurde ihm von der Freien Universität Berlin „für seine grundlegenden Beiträge zur Quantifizierung der Wirtschaftswissenschaft, für seine richtungsweisenden Arbeiten auf dem Gebiet der Zeitreihenanalyse und als Wegbereiter der Computational Statistics“ die Ehrendoktorwürde verliehen.

## Schriften (Auswahl)
- Lineare Verteilungsmodelle in der Betriebswirtschaft – Beispiele für den praktischen Einsatz der Linearplanung in Unternehmungen. In: Unternehmensforschung. Band 1, 1956, S. 45–60.
- Mit Max-Detlev Jöhnk, Peter Naeve: Statistische Tabellen. Walter de Gruyter, Berlin 1967.
- Wolfgang Wetzel (Hrsg.): Neuere Entwicklungen auf dem Gebiet der Zeitreihenanalyse (= Sonderhefte zum Allgemeinen Statistischen Archiv. Band 1). Vandenhoeck und Ruprecht, Göttingen 1970.
- Statistische Grundausbildung für Wirtschaftswissenschaftler – Band 1: Beschreibende Statistik. Walter de Gruyter, Berlin / Boston 1971, ISBN 978-3-11-003747-0, doi:10.1515/9783110853568.
- Statistische Grundausbildung für Wirtschaftswissenschaftler. Band 2: Schließende Statistik. Walter de Gruyter, Berlin 1973, ISBN 978-3-11-003748-7.
- Mit Herbert Büning, Peter Naeve, Horst Skarabis: Mathematische Propädeutik für Wirtschaftswissenschaftler. 4. neubearbeitete und erweiterte  Auflage. Walter de Gruyter, Berlin 2012, ISBN 978-3-11-008502-0.